# Basilica di Maria Ausiliatrice e di San Carlo
La basilica di Maria Ausiliatrice e di San Carlo (in spagnolo basílica de María Auxiliadora y San Carlos), nota semplicemente come basilica di Maria Ausiliatrice, è una chiesa cattolica di Buenos Aires sita nel quartiere Almagro. Assegnata alla Società salesiana di San Giovanni Bosco, la chiesa gode della dignità di basilica minore dal 1942 ed è stata dichiarata come bene di interesse storico e culturale dalla città di Buenos Aires nel 2006.
La prima pietra della chiesa fu benedetta il 24 giugno 1900 dall'internunzio apostolico Antonio Sabatucci, su delega di papa Leone XIII, avendo come padrini il Presidente della Nazione Argentina Julio Argentino Roca e la moglie Teodelina Fernández de Alvear, mentre la chiesa fu inaugurata nella sua interezza il 24 maggio 1910.

## Storia
Agli inizi del XIX secolo il possidente portoghese Carlos Dos Santos Valente fece realizzare una piccola cappella dedicata a san Carlo Borromeo, poi sostituita da una chiesa costruita tra il 1872 e il 1874.
Con l'arrivo delle prime spedizioni missionarie salesiane in Argentina, questi ultimi, su proposta del governo argentino, realizzarono una scuola di arti e mestieri nel 1877 che fu poi trasferita nelle adiacenze della chiesa di San Carlo poco tempo dopo. Nel 1878 infatti i salesiani accettarono di prendere in gestione la parrocchia, gravata da forti debiti. Tra i salesiani vi era don Giuseppe Vespignani, giunto in Argentina nel 1877 con la terza spedizione missionaria guidata da Giacomo Costamagna, che fu poi nominato nel nel 1894 direttore del Collegio di arti e mestieri e poi nel 1895 Ispettore salesiano dell'Argentina; Vespignani fu il principale promotore della costruzione di un nuovo tempio da dedicare al Sacro Cuore di Gesù e a Maria Ausiliatrice (quest'ultima patrona della famiglia salesiana) e convinse i suoi superiori a inviare a Buenos Aires suo fratello minore Ernesto affinché si facesse carico delle opere architettoniche.

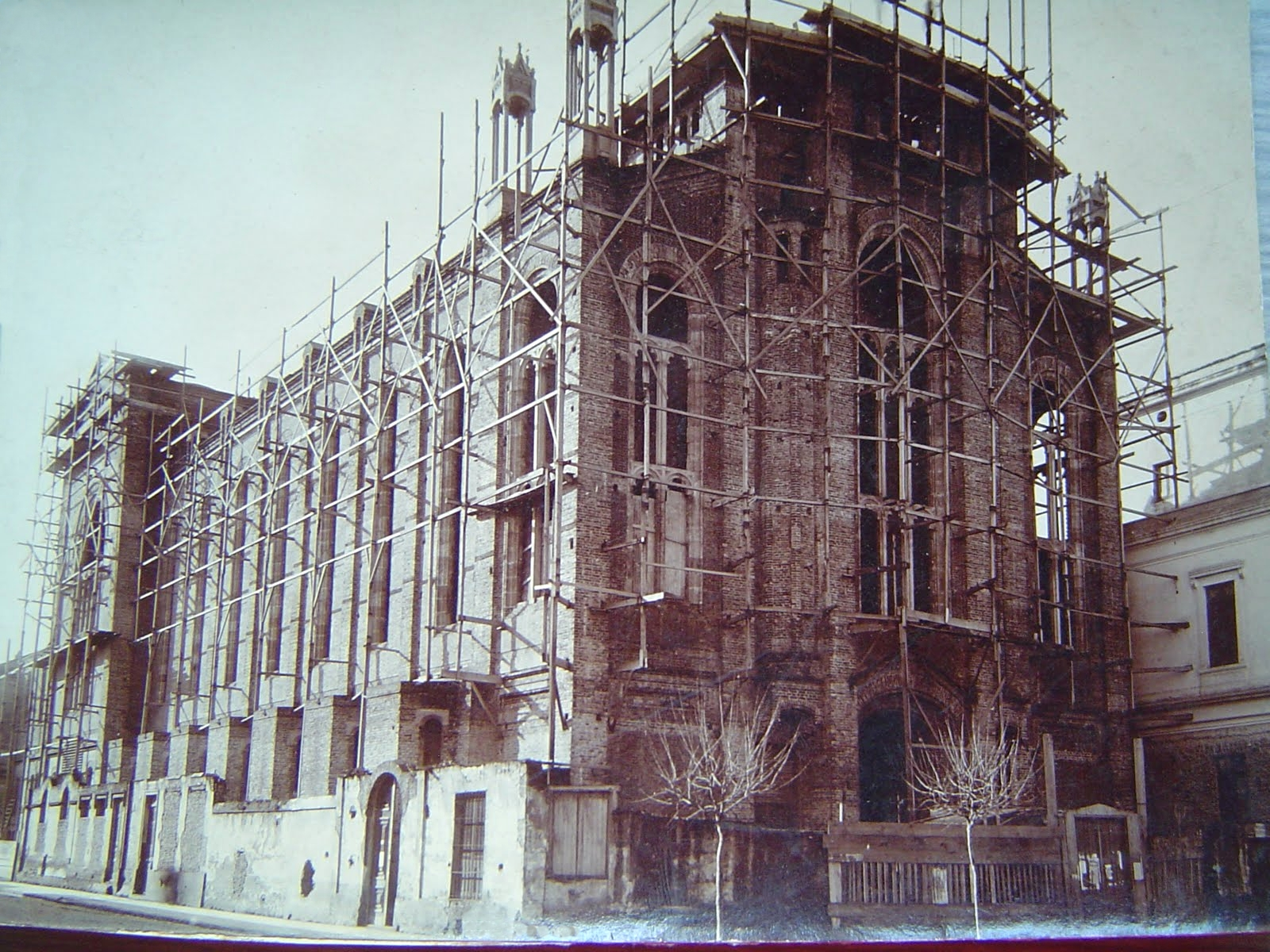
La chiesa in costruzione in una foto dell'Archivio centrale salesiano.

Il progetto di Ernesto Vespignani fu presentato al II Congresso di cooperatori salesiani, tenutosi tra il 19 e il 21 novembre 1900, e quest'ultimo poté recarsi a Buenos Aires nel 1901. I primi lavori per l'ampliamento della vecchia chiesa erano già iniziati nel 1899 ma e la prima pietra fu posta il 24 giugno 1900 con una cerimonia presieduta da Giovanni Cagliero, vicario apostolico della Patagonia settentrionale, venendo benedetta dall'internunzio apostolico Antonio Sabatucci, su delega di papa Leone XIII, e avendo come padrini il Presidente della Nazione Argentina Julio Argentino Roca e la moglie Teodelina Fernández de Alvear. Tale atto fu anche un passo importante per la ripresa delle relazioni diplomatiche tra Argentina e Santa Sede.

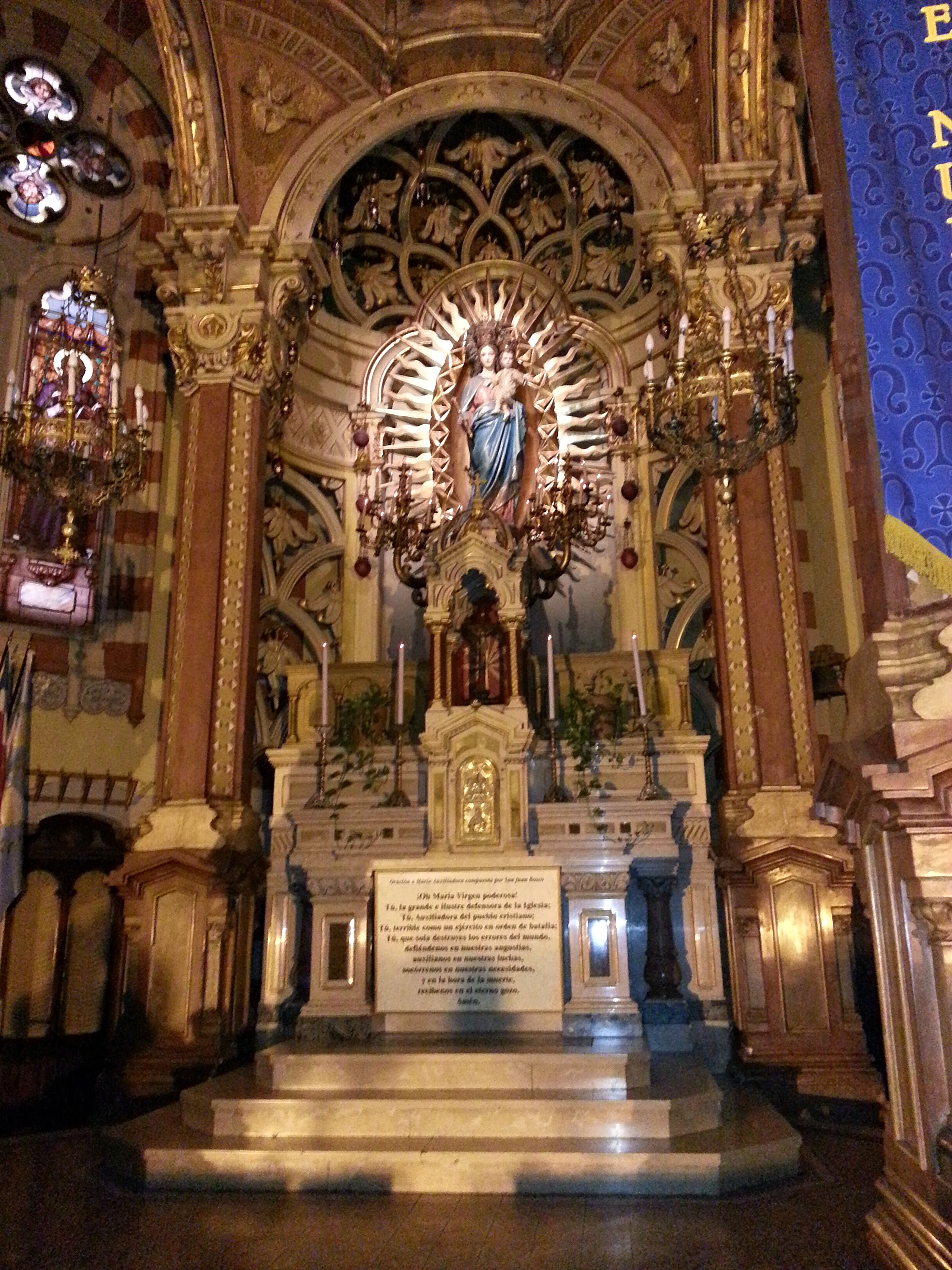
L'effigie di Maria Ausiliatrice nella basilica di Buenos Aires.

Per la costruzione molti materiali furono importati dall'Europa. Alcune parti della chiesa furono già completate nel 1902 e i lavori terminarono nel corso del 1910, con l'inaugurazione solenne il 24 maggio 1910, in concomitanza con la festa di Maria Ausiliatrice. L'effigie di Maria Ausiliatrice fu benedetta personalmente da don Giovanni Bosco e nel 1956 ricevette anche l'incoronazione papale. Ufficialmente san Carlo Borromeo rimase l'unico titolare della chiesa fino a quando nel 1953 la Santa Sede deliberò che Maria Ausiliatrice ne sarebbe stata cotitolare, disponendo che il suo titolo fosse anteposto a quello di san Carlo.
Nel Natale 1936 vi fu battezzato il neonato Jorge Mario Bergoglio, futuro arcivescovo di Buenos Aires, primate, cardinale e poi papa Francesco.

## Descrizione
La chiesa ha pianta a croce latina e presenta tre navate articolate su due livelli a cui si aggiunge la cripta sotterranea. Da un punto di vista architettonico si tratta di un esempio di eclettismo, coniugando aspetti di vari stili tra cui spicca prevalentemente il neoromanico lombardo con influenze minoritarie di architettura bizantina, barocca, gotica e modernista.

### Cupola
La cupola a pianta ottagonale, sita a 45 metri di altezza dal suolo, si trova sopra il presbiterio ed è sormontata da una lanterna che sostiene una statua alta circa 5 metri di Maria Ausiliatrice, benedetta nel 1906.

### Organo

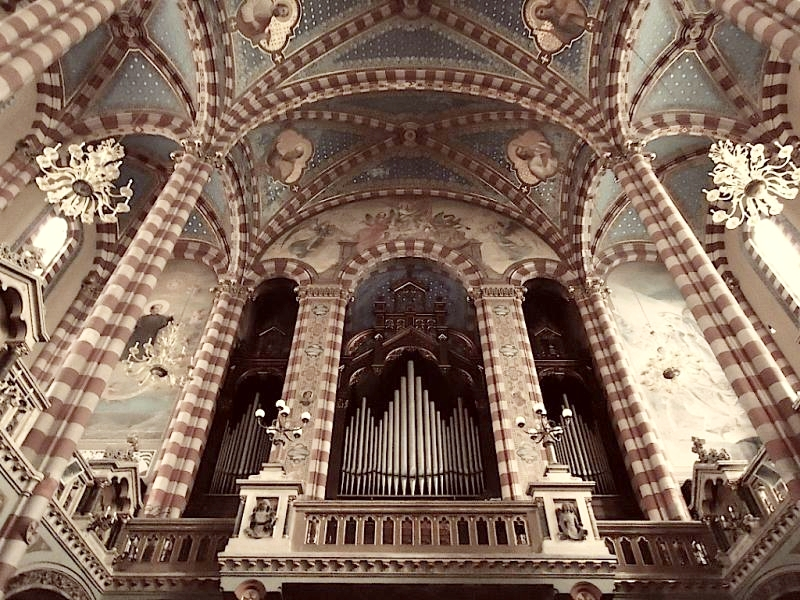
L'organo Vegezzi Bossi.

La chiesa presenta al suo interno un imponente organo a canne realizzato nel 1910 dalla ditta Vegezzi Bossi di Centallo sotto la direzione di Carlo Vegezzi Bossi e inaugurato l'11 maggio 1911 da Luis Ochoa, alla presenza del compositore Pietro Mascagni. L'organo era originariamente ad azionamento pneumatico ma dopo un restauro portato avanti nel 1990 è stato elettrificato; la consolle originale è conservata all'interno della chiesa.